# Sidhi
Sidhi (hindi : सीधी) est une ville indienne située dans le district de Sidhi dans l’État du Madhya Pradesh.
En 2001, sa population était de 45 664 habitants.

## Traduction
- (en) Cet article est partiellement ou en totalité issu de l’article de Wikipédia en anglais intitulé « Sidhi » (voir la liste des auteurs).